# Arroyuelos
Arroyuelos es una localidad del municipio de Valderredible (Cantabria, España).  Está localizada a 710 m s. n. m., y dista 10 km de la capital municipal, Polientes. En el año 2024 contaba con una población de 17 habitantes (INE).

## Paisaje y naturaleza
La potencia con la que aflora la roca arenisca determinó la ubicación de Arroyuelos desde donde se asiste al estrechamiento de la vega que forma el río Ebro antes de esconderse en su largo desfiladero. La peña Camesía y los estratos calizos del Cretácico Superior de la paremera burgalesa, resguardan las suaves colinas que se cubren de matorral de roble en los alrededores.

## Patrimonio histórico

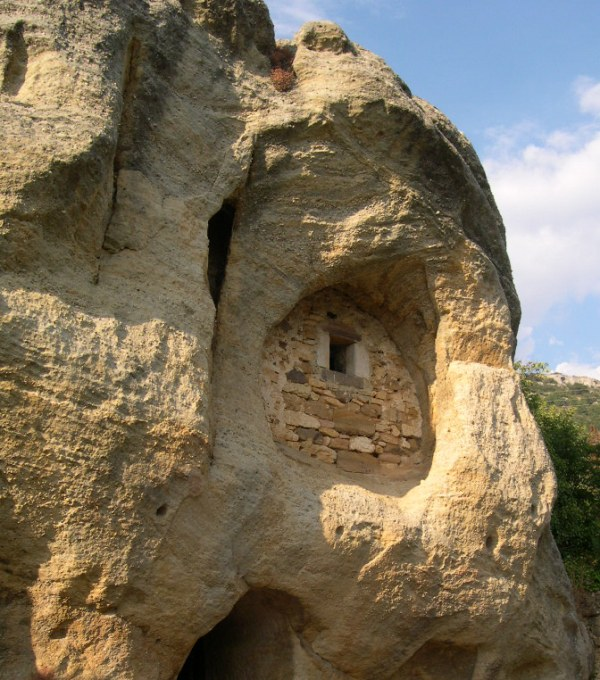
Iglesia rupestre de Arroyuelos.

De este lugar destaca, casi oculta entre la vegetación, al oeste del pueblo, una de las más originales ermitas rupestres de Valderredible, la iglesia rupestre, dedicada a los santos Acisclo y Victoria, declarada Bien de Interés Cultural en 2004.
Consta de dos planteas con desarrollo en altura. En la inferior destaca el ábside ultrasemicircular y el contraábside, por el que se accede por una escalerilla curva y también excavada a la superior, algo más amplia, pero en la que se repite básicamente el mismo esquema. Ambas comparten el arco triunfal, que es de herradura. La iluminación se efectúa a través de la puerta de acceso en el piso bajo y por un ventano de fábrica que se abre en el piso superior. Este tipo de planta en dos alturas está inspirada en la también rupestre iglesia de San Miguel de Presillas de Bricia, a escasos kilómetros. En el estilo de Arroyuelos se aprecian claramente las características de la arquitectura mozárabe en el uso sistemático del arco de herradura, en planta y en alzado, y en la complicación de los espacios excavados, lo que permite una datación más clara que en el resto de construcciones hipogeas de Valderredible, en torno al siglo X. En el exterior quedan los restos de una pequeña lauda anacorética y de una necrópolis de inhumanación en la misma roca con tumbas de tipo antropomorfo.
La iglesia parroquial de Arroyuelos tiene advocación a Santa Catalina y es una obra barroca del siglo XVII.